# Suszec (gmina)
Suszec (od 1 lutego 1977 do 30 września 1982 pod nazwą gmina Żory) – gmina wiejska w województwie śląskim, w powiecie pszczyńskim. W latach 1975–1998 gmina położona była w województwie katowickim.
Siedziba gminy to Suszec.

## Struktura powierzchni
Według danych z roku 2002 gmina Suszec ma obszar 75,63 km², w tym:
- użytki rolne: 53%
- użytki leśne: 35%

Gmina stanowi 15,97% powierzchni powiatu.

## Demografia

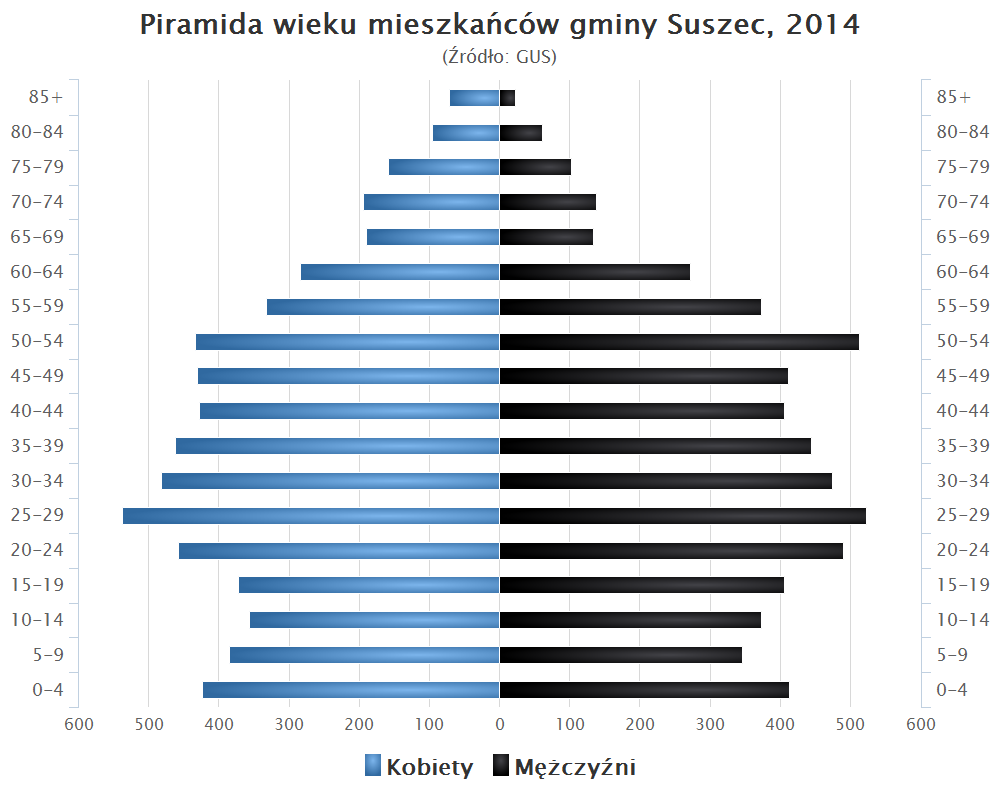
Piramida wieku mieszkańców gminy Suszec w 2014 roku

Dane z 30 czerwca 2004:
| Opis                              | Ogółem | Ogółem | Kobiety | Kobiety | Mężczyźni | Mężczyźni |
| --------------------------------- | ------ | ------ | ------- | ------- | --------- | --------- |
| jednostka                         | osób   | %      | osób    | %       | osób      | %         |
| populacja                         | 10 648 | 100    | 5384    | 50,6    | 5264      | 49,4      |
| gęstość zaludnienia (mieszk./km²) | 140,8  | 140,8  | 71,2    | 71,2    | 69,6      | 69,6      |

## Sport
W gminie od 2006 roku działa Towarzystwo Sportowe "Suszec". Zostały utworzone 3 sekcje sportowe: Futsal, Aikido oraz Piłka Siatkowa (Edytor i Control- drużyny męskie i Arcano-drużyna kobieca), na które uczęszcza młodzież z całej gminy Suszec. Łącznie TS zrzesza ok. 50 młodych osób. Sekcja siatkówki bierze co roku udział w Amatorskiej Lidze Siatkówki w Żorach.

## Sołectwa
Kobielice, Kryry, Mizerów, Radostowice, Rudziczka, Suszec.

## Sąsiednie gminy
Kobiór, Pawłowice, Pszczyna, Orzesze, Żory

## Miasta partnerskie
- Słowacja Zákamenné
- Słowacja Novoť